# A Place in the Sun (Tim McGraw)
A Place in the Sun è il quinto album in studio del cantante country statunitense Tim McGraw, pubblicato il 4 maggio 1999.

## Tracce
1. The Trouble with Never – 4:14
2. Seventeen – 3:18
3. She'll Have You Back – 3:25
4. Somebody Must Be Prayin' for Me – 3:52
5. My Best Friend – 4:39
6. Señorita Margarita – 3:50
7. Some Things Never Change – 3:56
8. You Don't Love Me Anymore – 3:42
9. Something Like That – 3:03
10. Please Remember Me – 4:55
11. Carry On – 3:22
12. My Next Thirty Years – 3:37
13. Eyes of a Woman – 3:47
14. A Place in the Sun – 4:18

## Classifiche

### Classifiche settimanali
| Classifiche (1999) | Posizione massima |
| ------------------ | ----------------- |
| Canada             | 12                |
| Stati Uniti        | 1                 |

### Classifiche di fine anno
| Classifica (1999) | Posizione |
| ----------------- | --------- |
| Stati Uniti       | 48        |
| Classifica (2000) | Posizione |
| Stati Uniti       | 47        |